# Canterbury Red Devils
Die Canterbury Red Devils sind ein neuseeländischer Eishockeyclub aus Christchurch, der 2005 gegründet wurde und in der New Zealand Ice Hockey League spielt. Seine Heimspiele trägt der Club im Alpine Ice Sports and Entertainment Centre aus.

## Geschichte
Der Verein wurde 2005 zusammen mit der New Zealand Ice Hockey League gegründet, in der sie eines von vier Gründungsmitgliedern wurden. In ihrer ersten Spielzeit wurde die Mannschaft Vierter und somit Letzter in der regulären Saison. Nach einem dritten Platz 2006 zog das Team zwei Mal in Folge als Hauptrundensieger in die Finalspiele ein, in denen es trotz Heimrecht jeweils Botany Swarm unterlag. Zunächst verlor die Mannschaft 2007 mit 0:7 und schließlich knapp mit 2:3 n. V. in der Saison 2008. Bei ihrer dritten Finalteilnahme in Folge gelang den Red Devils 2009 durch einen 5:4-Erfolg über Southern Stampede erstmals der Gewinn der Meisterschaft. Auch 2012, 2013 und 2014 konnte das Team den neuseeländischen Titel gewinnen.

## Erfolge
- Neuseeländischer Meister: 2009, 2012, 2013, 2014
- Neuseeländischer Vizemeister: 2007, 2008

## Ehemalige Spieler
- Cengiz Akyıldız, türkischer Nationalspieler